# Lý Tư Gián
Lý Tư Gián (giản thể: 李思谏; phồn thể: 李思諫; ?- 908), là một quân phiệt người Đảng Hạng vào những năm cuối triều Đường và sau đó là triều Hậu Lương thời Ngũ Đại Thập Quốc. Ông cai quản Định Nan quân với chức vụ tiết độ sứ, độc lập trên thực tế.

## Thời Đường
Gia đình của Lý Tư Gián thuộc Bình Hạ bộ của tộc Đảng Hạng. Huynh trưởng Thác Bạt Tư Cung của ông trở thành một quân phiệt trong thời gian Đường Hy Tông trị vì, và do có công trong việc trấn áp loạn Hoàng Sào nên được bổ nhiệm làm Định Nan tiết độ sứ, ban cho họ Lý của hoàng tộc Đường.
Lý Tư Cung mất khoảng năm 886 (trước khi có thể tiến công Lý Uân). Lý Tư Gián kế nhiệm chức Định Nan tiết độ sứ, trong khi một huynh đệ khác là Lý Tư Hiếu (李思孝) được trao cho Bảo Đại. (Tân Ngũ Đại sử thể hiện rằng Lý Tư Gián không phải là Định Nan tiết độ sứ cho đến năm 895, song có vẻ là nhầm lẫn ông với một huynh đệ khác là Lý Tư Kính (李思敬).)
Năm 895, khi Đường Chiêu Tông chạy khỏi kinh thành Trường An đến Tần Lĩnh do lo sợ các quân phiệt Phượng Tường tiết độ sứ Lý Mậu Trinh và Tĩnh Nan tiết độ sứ Vương Hành Du, một quân phiệt khác là Hà Đông tiết độ sứ Lý Khắc Dụng tiến đến khu vực để giúp đỡ Hoàng đế. Đáp lại, ngày Quý Mão (19) tháng 8 (11 tháng 9) Đường Chiêu Tông bổ nhiệm Lý Khắc Dụng làm Bân Ninh tứ diện hành doanh đô chiêu thảo sứ, bổ nhiệm Lý Tư Hiếu làm Bắc diện chiêu thảo sứ, bổ nhiệm Lý Tư Gián làm Đông diện chiêu thảo sứ. Lý Khắc Dụng sau đó đánh bại Vương Hành Du.
Năm 896, do Lý Mậu Trinh lại đe dọa Trường An, Đường Chiêu Tông chạy đến chỗ quân phiệt Hàn Kiến. Trong tháng 9 ÂL, Đường Chiêu Tông bổ nhiệm Tể tướng Tôn Ác (孫偓) làm Phượng Tường tứ diện hành doanh đô thống, bổ nhiệm Lý Tư Gián làm Tĩnh Nan tiết độ sứ, kiêm Phó đô thống. Tuy nhiên, chiến dịch chống Lý Mậu Trinh không thực sự diễn ra. Khi chiến dịch chính thức bị bãi bỏ vào ngày Kỉ Hợi (23) tháng 1 năm Đinh Tị (28 tháng 2 năm 897), Lý Tư Gián được bổ nhiệm làm Ninh Tái tiết độ sứ. (Tuy nhiên, không có ghi chép chứng tỏ ông thực sự đến trấn này.)

## Thời Hậu Lương
Năm 907, Tuyên Vũ tiết độ sứ Chu Toàn Trung buộc Đường Ai Đế phải thiện nhượng hoàng vị, khởi đầu triều Hậu Lương. Hậu Lương Thái Tổ ban cho Lý Tư Gián tước 'kiểm hiệu thái úy', kiêm 'thị trung'. Tháng 11 ÂL năm Mậu Thìn (908), Lý Tư Gián qua đời, kì tử (hoặc tôn) Lý Di Xương tự xưng là lưu hậu vào ngày Giáp Tuất (6) cùng tháng (2 tháng 12). Hoàng đế Hậu Lương sau đó bổ nhiệm Lý Di Xương làm tiết độ sứ.